# 嫡長子
嫡長子是指有一夫一妻多妾制婚姻中，由嫡妻所生之子中年最长者。传统上只有嫡长子享有爵位及宗族继承权。春秋时期即有此类名称。闽南语中便有大孙跟大汉孙之别。
在古代中国，嫡长子在宗祧、官爵、财产上相较其他子女有优先继承权。“宗”为近祖之庙，“祧”为远祖之庙。一家之中，每一世系只能有一位男性嫡子或其后代享有宗祧继承权。宗祧承继即是对祖先血统的正常继承，同时也决定着财产继承的份额。宗祧和官爵的承继以嫡长子为法定的第一顺序继承人，无嫡长子者立嫡长孙或其后代，若嫡长子无后，以长幼依次按其他嫡子与其后代宗祧庶长子及其后代、其他庶子与其后代的顺序继承。
汉武帝罢黜百家，独尊儒术，提倡孝道；瞻养父母之首选为嫡长子，因此分家时嫡长子可较其余子女多分家产，多分得的财产称为“长支财”，一般可达总资产的一半。嫡长子分完长支财后，所余家产再由包括嫡长子在内的诸子均分，且并不分嫡庶。这种继承制为历代法律所规定，并成为中国传统民俗之一部分。
中国女子在古代虽不能直接于分家时候分得财产，但却可以嫁妆形式间接分得部分家产。自南宋以降的历代法律中，女儿可分得相当于儿子分得的财产的二分之一。因此，古时女儿出嫁时，嫁妆的上限须按当时的家产以假设分家来计算：嫡长子分完长支财后，余财由所有子女再分，诸女均分所得是诸子均分所得之一半。嫁妆不能超过此一上限。例如一户有三子三女，均未成婚，但长女即将出嫁。如此时分家，长子先分完占当时家产一半的长支财，剩下的另一半三子各得九分之二，三女各得九分之一，也即三女各得全部家产的十八分之一，长子分得全部家产的十八分之十一，长子以外的诸子各得全部家产的九分之一。